# Ga LRT Uijeongbu
Ga LRT Uijeongbu (tiếng Hàn: 경전철의정부역; Hanja: 輕電鐵議政府驛) là ga của Tuyến U ở Uijeongbu-dong, Uijeongbu-si, Gyeonggi-do, Hàn Quốc. Nhà ga này không liên quan đến Ga Uijeongbu của Korail.

## Bố trí ga
| Beomgol ↑                 |
| \| １                     |
| ↓ Tòa thị chính Uijeongbu |

| １ | ← ●Tuyến Uijeongbu Hướng đi Balgok                                                   |
| ２ | → ●Tuyến Uijeongbu Hướng đi Sân ga tạm thời tại Depot đường sắt hạng nhẹ Uijeongbu → |

## Liên kết
- (tiếng Hàn) Thông tin ga Lưu trữ ngày 13 tháng 11 năm 2014 tại Wayback Machine từ Uijeongbu LRT Co. LTD.